# Festivali i Këngës
Festivali i Këngës në RTSH conegut comunament com a Festivali i Këngës i també conegut com simplement FiK, és una competició musical anual a Albània organitzada per l'emissora nacional Radio Televizioni Shqiptar (RTSH). S'ha emès anualment des de la seva inauguració el 1962, el festival ha determinat el representant del país al Festival d'Eurovisió des del 2004.
Al llarg de la seva història ha anat canviant el format de presentació de les cançons, començant amb actuacions només de ràdio durant els primers anys, i després ampliant-se a actuacions en directe, playback, remakes i duets amb altres cantants. Els guanyadors han estat tradicionalment seleccionats per un jurat. Més endavant, s'han aplicat altres mètodes de votació, com el televot o els jurats regionals. A vegades, el jurat principal té el doble de poder de vot que els altres jurats.
Vaçe Zela té el rècord de més victòries a la competició amb onze victòries, seguida de Tonin Tërshana amb quatre i Aurela Gaçe, Manjola Nallbani i Elsa Lila amb tres victòries.

## Història
La primera edició del Festivali i Këngës va tenir lloc el 21 de desembre de 1962 a l'Alt Institut de les Arts de Tirana i fou guanyada per Vaçe Zela interpretant la cançó titulada "Fëmija i parë" Les inscripcions del concurs, sota el comunisme, es centraven estrictament en la música lleugera. Amb el temps, les entrades de temàtica neutral es van començar a utilitzar com a eina per al govern del Partit Comunista d'Albània per promoure els seus ideals.

### Festival de la Cançó d'Eurovisió
Article principal: Albània al Festival de la Cançó d'Eurovisió

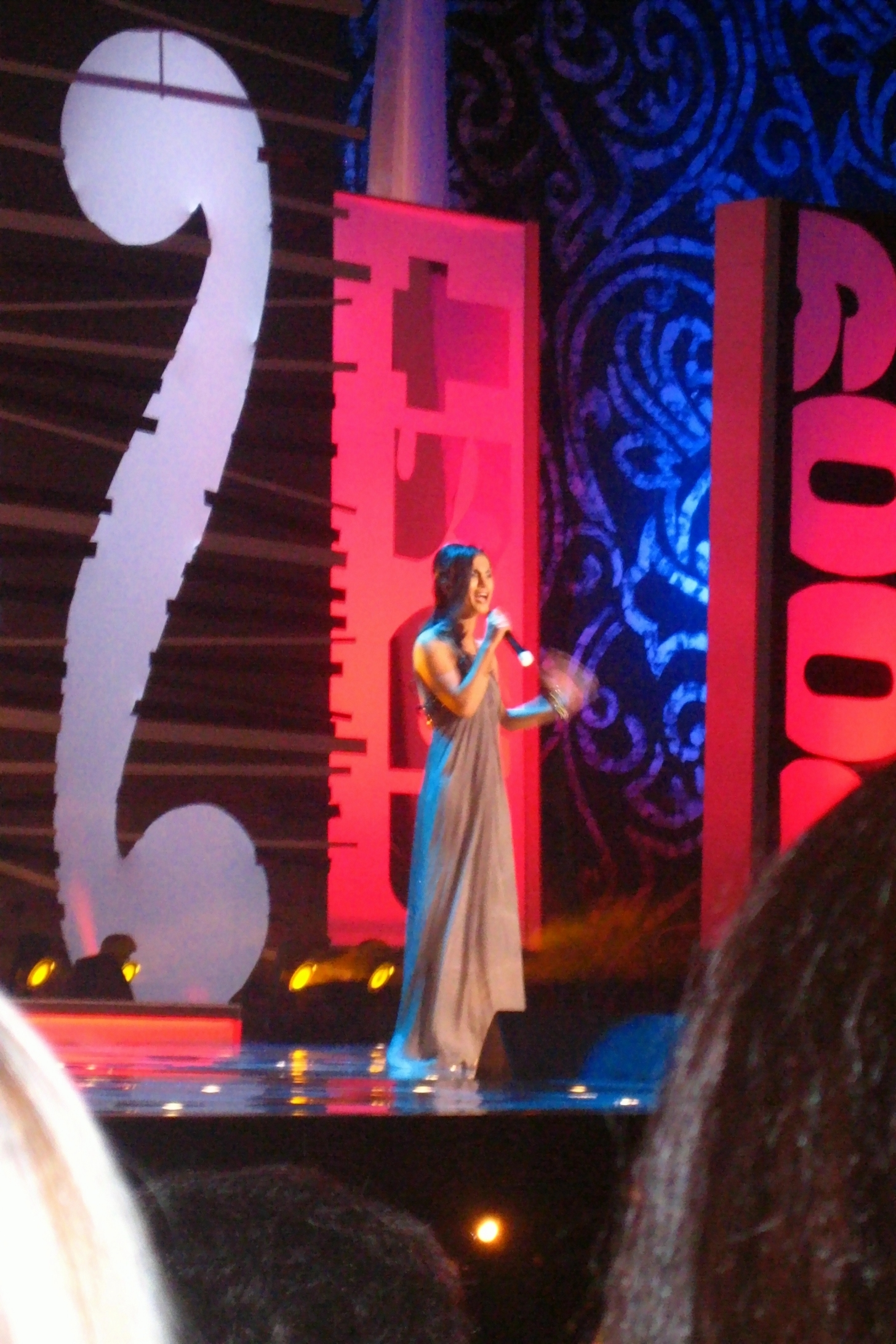
Anjeza Shahini al 48è Festivali i kenges al 2009

Anjeza Shahini va guanyar la 42a edició del Festivali i Këngës, situant la jove cantant Mariza Ikonomi en segon lloc. Mariza va boicotejar l'escenari quan es van anunciar els resultats en senyal de decepció. Hi havia molt en joc en aquesta edició, ja que el guanyador seria el primer representant d'Albània al Festival d'Eurovisió. Anjeza va finalitzar en 7è lloc amb la cançó "The Image of You" al Festival de la Cançó d'Eurovisió 2004. Des d'aleshores, ha sorgit més interès internacional pel festival, i els fans d'Eurovisió d'Europa i més enllà segueixen cada cop més el concurs a través d'Internet en directe i canals per satèl·lit. Festivali i Këngës acostuma a ser el primer procés de selecció nacional de la temporada d'Eurovisió, on els països revelen les seves inscripcions competidores per al certamen del mes de maig. Com que se celebra habitualment al voltant de la setmana de Nadal, els fans d'Eurovisió es refereixen a aquest període com "FiKmas".
El viatge d'Eurovisió d'Albània ha produït actuacions memorables tant de músics consolidats com emergents. La millor classifcació fins ara ha estat la cantant kosovar-albanesa Rona Nishliu amb la cançó "Suus", ocupant el segon lloc a la semifinal i el cinquè a la final del Festival de la Cançó d'Eurovisió 2012.
| Any  | Artista                         | Cançó                     | Final                                             | Final                                             | Semifinal                                         | Semifinal                                         |
| Any  | Artista                         | Cançó                     | Posició                                           | Punts                                             | Posició                                           | Punts                                             |
| ---- | ------------------------------- | ------------------------- | ------------------------------------------------- | ------------------------------------------------- | ------------------------------------------------- | ------------------------------------------------- |
| 2004 | Anjeza Shahini                  | "The Image of You"        | 7                                                 | 106                                               | 4                                                 | 167                                               |
| 2005 | Ledina Çelo                     | "Tomorrow i Go"           | 16                                                | 53                                                | Classificada directament per la final             | Classificada directament per la final             |
| 2006 | Luiz Ejlli                      | "Zjarr e ftohtë"          | No es classifica per a la final                   | No es classifica per a la final                   | 14                                                | 58                                                |
| 2007 | Frederik Ndoci                  | "Hear My Plea"            | No es classifica per a la final                   | No es classifica per a la final                   | 17                                                | 49                                                |
| 2008 | Olta Boka                       | "Zemrën e lamë peng"      | 17                                                | 55                                                | 9                                                 | 67                                                |
| 2009 | Kejsi Tola                      | "Carry Me in Your Dreams" | 17                                                | 48                                                | 7                                                 | 73                                                |
| 2010 | Juliana Pasha                   | "It's All About You"      | 16                                                | 62                                                | 6                                                 | 76                                                |
| 2011 | Aurela Gaçe                     | "Feel the Passion"        | No es classifica per a la final                   | No es classifica per a la final                   | 14                                                | 47                                                |
| 2012 | Rona Nishliu                    | "Suus"                    | 5                                                 | 146                                               | 2                                                 | 146                                               |
| 2013 | Adrian Lulgjuraj & Bledar Sejko | "Identitet"               | No es classifica per a la final                   | No es classifica per a la final                   | 15                                                | 31                                                |
| 2014 | Hersi Matmuja                   | "One Night's Anger"       | No es classifica per a la final                   | No es classifica per a la final                   | 15                                                | 22                                                |
| 2015 | Elhaida Dani                    | "I'm Alive"               | 17                                                | 34                                                | 10                                                | 62                                                |
| 2016 | Eneda Tarifa                    | "Fairytale"               | No es classifica per a la final                   | No es classifica per a la final                   | 16                                                | 45                                                |
| 2017 | Lindita                         | "World"                   | No es classifica per a la final                   | No es classifica per a la final                   | 14                                                | 76                                                |
| 2018 | Eugent Bushpepa                 | "Mall"                    | 11                                                | 184                                               | 8                                                 | 162                                               |
| 2019 | Jonida Maliqi                   | "Ktheju tokës"            | 17                                                | 90                                                | 9                                                 | 96                                                |
| 2020 | Arilena Ara                     | "Fall from the Sky"       | Concurs cancel·lat per la pandèmia de la COVID-19 | Concurs cancel·lat per la pandèmia de la COVID-19 | Concurs cancel·lat per la pandèmia de la COVID-19 | Concurs cancel·lat per la pandèmia de la COVID-19 |
| 2021 | Anxhela Peristeri               | "Karma"                   | 21                                                | 57                                                | 10                                                | 112                                               |
| 2022 | Ronela Hajati                   | "Sekret"                  | No es classifica per a la final                   | No es classifica per a la final                   | 12                                                | 58                                                |
| 2023 | Albina & Familja Kelmendi       | "Duje"                    | 22                                                | 76                                                | 9                                                 | 83                                                |
| 2024 | Besa                            | "Titan"                   | No es classifica per a la final                   | No es classifica per a la final                   | 15                                                |                                                   |

## Guanyadors
| 1962 | Festivali i Këngës 1  | Vaçe Zela (w), Qemal Kërtusha                               | "Fëmija i parë"              |
| 1963 | Festivali i Këngës 2  | Nikoleta Shoshi (w), Rita Vako                              | "Flakë e borë"               |
| 1964 | Festivali i Këngës 3  | Vaçe Zela (w), Nikolin Gjergji                              | "Sot jam 20 vjeç"            |
| 1964 | Festivali i Këngës 3  | Vaçe Zela (w), Klotilda Shantoja                            | "Dritaren kërkoj"            |
| 1965 | Festivali i Këngës 4  | Tonin Tërshana (w), Rita Vako                               | "Të dua o det"               |
| 1966 | Festivali i Këngës 5  | Vaçe Zela (w), Ramiz Kovaçi                                 | "Shqiponja e lirë"           |
| 1967 | Festivali i Këngës 6  | Vaçe Zela (w), Gaqo Çako                                    | "Këngë për shkurte vatën"    |
| 1968 | Festivali i Këngës 7  | Vaçe Zela (w), Ramiz Kovaçi                                 | "Mësuesit hero"              |
| 1969 | Festivali i Këngës 8  | David Tukiçi (w), Rozeta Doraci                             | "Dhuratë për ditëlindje"     |
| 1970 | Festivali i Këngës 9  | Vaçe Zela (w), Liljana Kondakçi                             | "Mesnatë"                    |
| 1970 | Festivali i Këngës 9  | Gaqo Çako (w), Ema Qazimi                                   | "Shtëpia ku lindi partia"    |
| 1971 | Festivali i Këngës 10 | Sherif Merdani (w), Tonin Tërshana                          | "Kënga e nënës"              |
| 1972 | Festivali i Këngës 11 | Tonin Tërshana                                              | "Erdhi pranvera"             |
| 1973 | Festivali i Këngës 12 | Vaçe Zela (w), Ema Qazimi                                   | "Gjurmët e arta"             |
| 1974 | Festivali i Këngës 13 | Alida Hisku (w), Petrit Dobjani, Valentina Gjoni            | "Vajzat e fshatit tim"       |
| 1975 | Festivali i Këngës 14 | Alida Hisku (w), Ema Qazimi                                 | "Buka e duarve tona"         |
| 1976 | Festivali i Këngës 15 | Vaçe Zela (w), Avni Mula                                    | "Nënë moj do pres gërshetin" |
| 1977 | Festivali i Këngës 16 | Vaçe Zela (w), Shpresa Spaho                                | "Gonxhe në pemën e lirisë"   |
| 1978 | Festivali i Këngës 17 | Gaqo Çako (w), Ema Qazimi and Liljana Kondakçi              | "Këputa një gjethe dafine"   |
| 1979 | Festivali i Këngës 18 | Zeliha Sina and Liljana Kondakçi (w), Afërdita (Laçi) Zonja | "Festë ka sot Shqipëria"     |
| 1980 | Festivali i Këngës 19 | Vaçe Zela (w), Myfarete Laze                                | "Shoqet tona ilegale"        |
| 1981 | Festivali i Këngës 20 | Ema Qazimi (w), Liljana Kondakçi                            | "Krenari e brezave"          |
| 1982 | Festivali i Këngës 21 | Marina Grabovari (w), Luan Zhegu                            | "Një djep në barrikadë"      |
| 1983 | Festivali i Këngës 22 | Tonin Tërshana (w), Liljana Kondakçi                        | "Vajzë moj, lule moj"        |
| 1984 | Festivali i Këngës 23 | Gëzim Çela and Nertila Koka (w), Bashkim Alibali            | "Çel si gonxhe dashuria"     |
| 1985 | Festivali i Këngës 24 | Parashqevi Simaku                                           | "Në moshën e rinisë"         |
| 1986 | Festivali i Këngës 25 | Nertila Koka                                                | "Dy gëzime në një ditë"      |
| 1987 | Festivali i Këngës 26 | Irma Libohova and Eranda Libohova                           | "Nuk e harroj"               |
| 1988 | Festivali i Këngës 27 | Parashqevi Simaku                                           | "E duam lumturinë"           |
| 1989 | Festivali i Këngës 28 | Frederik Ndoci, Manjola Nallbani and Julia Ndoci            | "Toka e diellit"             |
| 1990 | Festivali i Këngës 29 | Anita Bitri                                                 | "Askush s'do ta besojë"      |
| 1991 | Festivali i Këngës 30 | Ardit Gjebrea                                               | "Jon"                        |
| 1992 | Festivali i Këngës 31 | Aleksandër Gjoka, Manjola Nallbani and Viktor Tahiraj       | "Pesha e fatit"              |
| 1993 | Festivali i Këngës 32 | Manjola Nallbani                                            | "Kur e humba një dashuri"    |
| 1994 | Festivali i Këngës 33 | Mira Konçi                                                  | "Të sotmen jeto"             |
| 1995 | Festivali i Këngës 34 | Ardit Gjebrea                                               | "Eja"                        |
| 1996 | Festivali i Këngës 35 | Elsa Lila                                                   | "Pyes lotin"                 |
| 1997 | Festivali i Këngës 36 | Elsa Lila                                                   | "Larg urrejtjes"             |
| 1998 | Festivali i Këngës 37 | Albërie Hadërgjonaj                                         | "Mirësia dhe e vërteta"      |
| 1999 | Festivali i Këngës 38 | Aurela Gaçe                                                 | "S'jam tribu"                |
| 2000 | Festivali i Këngës 39 | Rovena Dilo                                                 | "Ante i tokës sime"          |
| 2001 | Festivali i Këngës 40 | Aurela Gaçe                                                 | "Jetoj"                      |
| 2002 | Festivali i Këngës 41 | Mira Konçi                                                  | "Brënda vetes më merr"       |
| El guanyador fou el participant d'Albània a Eurovisió                                                          |                       |                                                             |                              |
| 2003 | Festivali i Këngës 42 | Anjeza Shahini                                              | "The Image of You"           |
| 2004 | Festivali i Këngës 43 | Ledina Çelo                                                 |                              |
| 2005 | Festivali i Këngës 44 | Luiz Ejlli                                                  | "Zjarr e ftohtë"             |
| 2006 | Festivali i Këngës 45 | Frederik and Aida Ndoci                                     | "Balada e gurit"             |
| 2007 | Festivali i Këngës 46 | Olta Boka                                                   | "Zemrën e lamë peng"         |
| 2008 | Festivali i Këngës 47 | Kejsi Tola                                                  | "Më merr në ëndërr"          |
| 2009 | Festivali i Këngës 48 | Juliana Pasha                                               | "Nuk mundem pa ty"           |
| 2010 | Festivali i Këngës 49 | Aurela Gaçe                                                 | "Kënga ime"                  |
| 2011 | Festivali i Këngës 50 | Rona Nishliu                                                | "Suus"                       |
| 2012 | Festivali i Këngës 51 | Adrian Lulgjuraj and Bledar Sejko                           | "Identitet"                  |
| 2013 | Festivali i Këngës 52 | Hersjana Matmuja                                            | "Zemërimi i një nate"        |
| 2014 | Festivali i Këngës 53 | Elhaida Dani                                                | Diell                        |
| 2015 | Festivali i Këngës 54 | Eneda Tarifa                                                | Përrallë"                    |
| 2016 | Festivali i Këngës 55 | Lindita Halimi                                              | "Botë"                       |
| 2017 | Festivali i Këngës 56 | Eugent Bushpepa                                             | "Mall"                       |
| 2018 | Festivali i Këngës 57 | Jonida Maliqi                                               | "Ktheju tokës"               |
| 2019 | Festivali i Këngës 58 | Arilena Ara                                                 | "Shaj"                       |
| 2020 | Festivali i Këngës 59 | Anxhela Peristeri                                           | "Karma"                      |
| 2021 | Festivali i Këngës 60 | Ronela Hajati                                               | "Sekret"                     |
| El guanyador decidit pel vot del jurat; el participant a Eurovisió decidit pel televot                         |                       |                                                             |                              |
| 2022 | Festivali i Këngës 61 | Elsa Lila                                                   | "Evita"                      |
| El guanyador per a Eurovisió és decidit pel televot, mentre que la cançó vencedora del concurs va ser diferent |                       |                                                             |                              |
| 2023 | Festivali i Këngës 62 | Mal Retkoceri                                               | "Çmendur"                    |
| El guanyador decidit pel vot del jurat; el participant a Eurovisió es decideix 50/50 entre jurat i televot     |                       |                                                             |                              |
| 2024 | Festivali i Këngës 63 | Shkodra Elektronike                                         | "Zjerm"                      |